# Johannes Vallentin Dominicus Werbata
Johannes Vallentin Dominicus Werbata (Padang, 22 september 1866 - Magelang, 2 juni 1929), beter bekend onder zijn initialen JVD, was een  Nederlands cartograaf, landmeter, topograaf en militair opzichter in Nederlands-Indië. Hij karteerde samen met Willem Jonckheer de eerste historisch-topografische kaarten van het Caribisch deel van het Koninkrijk der Nederlanden.

## Leven en werk
Werbata werd geboren in Padang als zoon van een Europese militair en een Javaanse moeder. Op 10-jarige leeftijd ging hij naar de Militaire Pupillenschool in Gombong. Na zijn opleiding diende hij in het Koninklijk Nederlandsch-Indisch Leger (KNIL) als fuselier, maar werd in 1884 benoemd tot leerling-landmeter van de topografische dienst. Zijn ervaringen met karteerwerk op Borneo leidde ertoe dat Werbata in 1896 instructeur werd in de opleidingsbrigade.
 

Aan het begin van de 20e eeuw had het Curaçaose bestuur topografische kartering nodig om een systeem van dammen voor opvang van regenwater te ontwikkelen voor de landbouw. In tegenstelling tot in Nederland en in Nederlands-Indië was dit nauwelijks ontwikkeld in dit deel van het Koninkrijk. Werbata werd van 1906 tot 1909 naar Curaçao gedetacheerd; hij was geselecteerd op grond van zijn tropenkennis en werkervaring. Aan de hand van topografische verkenningen en het stelsel van de driehoeksmeting werden voor het eerst topografische kenmerken van Curaçao gekarteerd, zoals wegen, rooien, waterputten, plantages en landhuizen. 

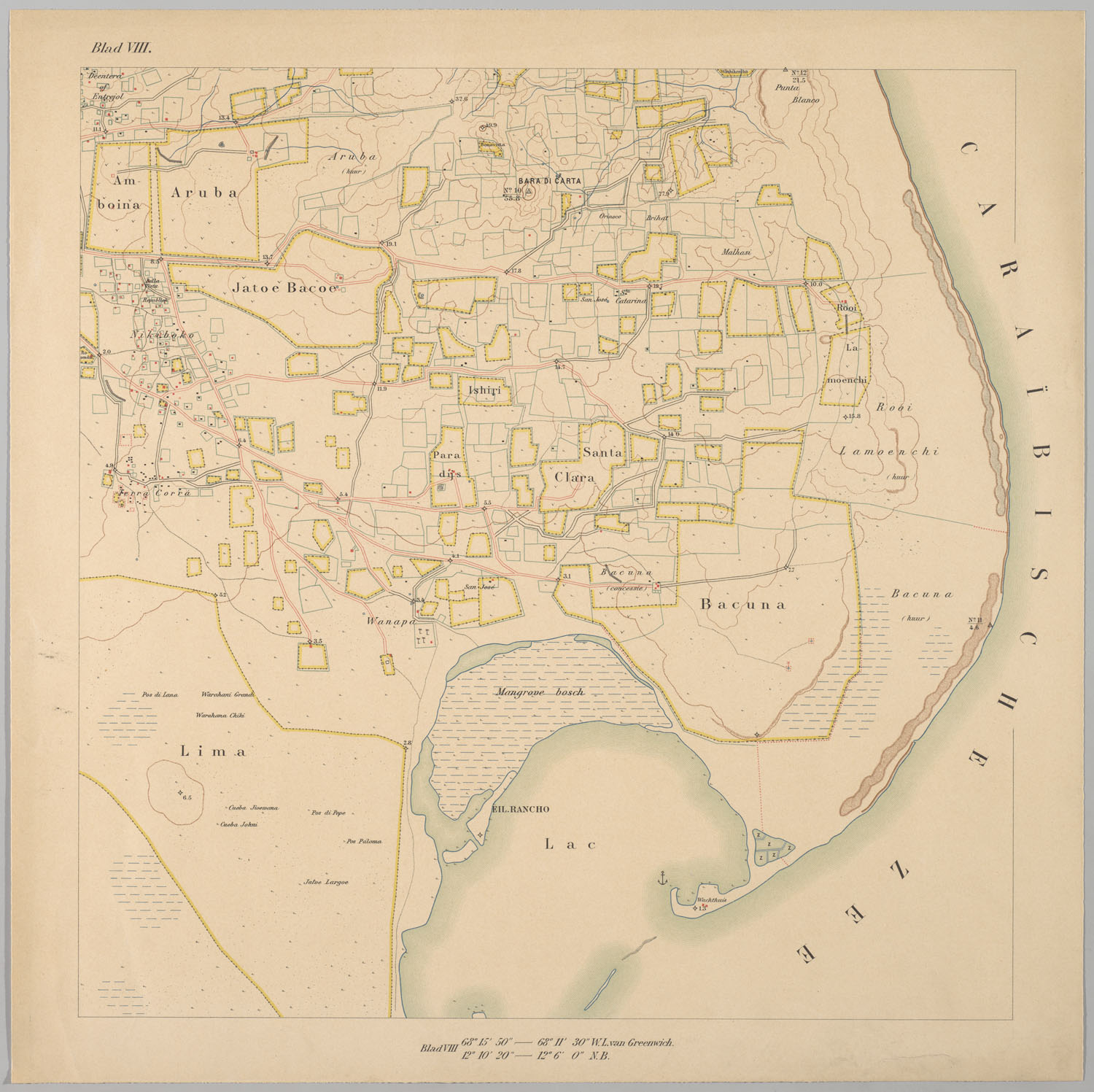
Topografische kaart van Bonaire 1915, blad 9

De Werbata-kaart is een van de meest gedetailleerde kaarten ooit van Curaçao: zo werd door middel van kleur en tekenwijze onderscheid gemaakt tussen gebouwen van steen, hout of leem. Ook werd Werbata belast met de opleiding van enkele leerling-landmeters, waaronder Willem A. Jonckheer Jr., die de landmetingen op Aruba en Bonaire verrichtte en later waarschijnlijk ook op Sint Maarten en Sint Eustatius. Na terugkeer in Nederlands-Indië werd hij aangesteld als ambtenaar-topograaf in Batavia. Hierna werd hij hoofd van de opnemingsbrigade te Padang en vanaf 1928 in Magelang, waar hij in 1929 overleed. 
Als eerbetoon voor zijn verdiensten werd Werbata in 1912 benoemd tot Broeder van de Orde van de Nederlandse Leeuw. Eerder in 1899 ontving hij de onderscheiding van ridder in de Militaire Willems-Orde (MVO) vierde klasse voor zijn aandeel in de Pedir-expeditie tijdens de Atjehoorlog.

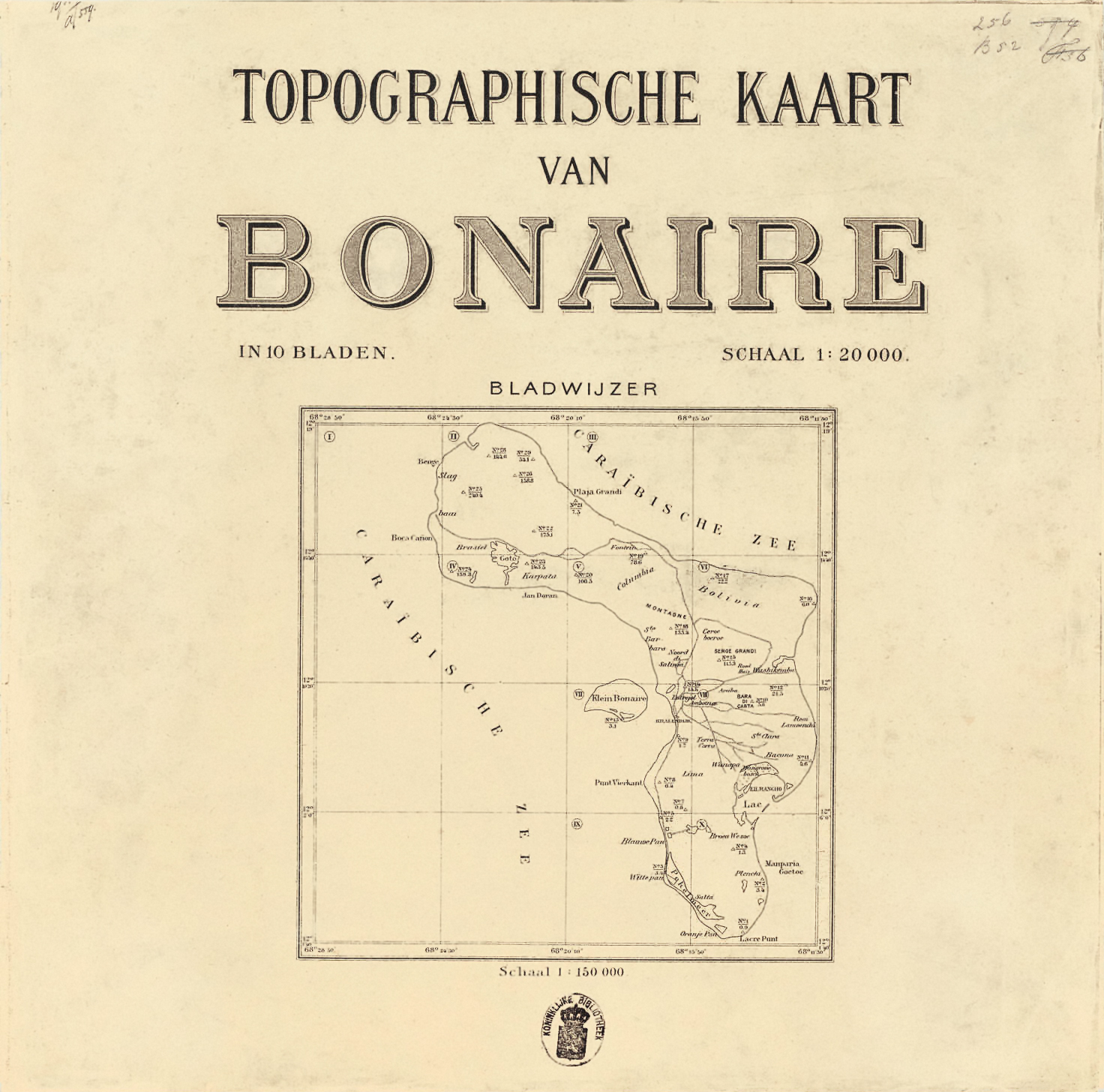
Voorblad topografische kaart van Bonaire

## De Werbata-kaarten
Er werden tussen 1911 en 1915 zes kaartenseries van Aruba, Curaçao, Bonaire, Sint Maarten en Sint Eustatius in kleurendruk en op een schaal van 1:20.000 door de lithografen J. Smulders & Co. in Den Haag uitgegeven. De historisch-topografische kaarten en tekeningen, bekend als de Werbata-kaarten, waren de meest professionele kaarten uit de geschiedenis van de Nederlandse Antillen. Zij bevinden zich in het Nationaal Archief en zijn onderdeel van het archief van het ministerie van koloniën.  Tijdens de Tweede Wereldoorlog werden deze gebruikt voor het maken van legerkaarten van Curaçao. In 1998 en 2002 werden de kaarten onder de naam The Werbata maps op cd-rom uitgegeven.

## Eerste stadsplattegrond van Willemstad
Op eigen initiatief maakte Werbata op een schaal van 1:5000 een plattegrond van Willemstad met de stadsdelen Punda, Pietermaai, Scharloo en Otrobanda, die in 1909 gedrukt werd en op de markt gebracht. Deze kaart, die nuttig bleek voor het toerisme naar het eiland en in het onderwijs, heeft meerdere herdrukken gekend.

## Publicaties
- Kaart van het stadsdistrict van het eiland Curaçao (1909)
- Curaçao: westelijke helft (1910)
- Curaçao: oostelijke helft (1910)
- Topografische kaart van Curaçao (1911)
- The Werbata maps: topografische kaart van Curaçao (1998)
- The Werbata maps: 1906 topographic maps of Curaçao island (1998)
- The Werbata maps II (2002)

- International Standard Name Identifier: 0000 0003 9620 3453
- Library of Congress Control Number: no2015040798
- Nederlandse Thesaurus van Auteursnamen: 069779821
- Virtual International Authority File: 291106464
- WorldCat: E39PBJjmTrvmtTFXBkqX4QpwYP